# كريس كلارك (سياسي أمريكي)
كريستوفر رايان كلارك (بالإنجليزية: Christopher Ryan Clark)‏ (من مواليد 14 سبتمبر 1983) هو سياسي ورئيس البلدية السابق لمدينة ماونتن فيو، كاليفورنيا في الولايات المتحدة. تم انتخابه لأول مرة في مجلس مدينة ماونتن فيو في عام 2012 عن عمر يناهز 29 عامًا، مما جعله أصغر وأول مسؤول منتخب بشكل علني من مجتمع المثليين في تاريخ المدينة. تم انتخاب كلارك لاحقًا كرئيس بلدية في يناير 2014 كواحد من أصغر رؤساء البلديات في الولايات المتحدة.

## سيرة شخصية
نشأ كلارك في مزرعة في روزيتا بولاية إلينوي وعمل لاحقًا في فترة تدريب في مجلس النواب الأمريكي. التحق بجامعة ستانفورد وحصل على بكالوريوس الآداب في العلوم السياسية مع تخصص فرعي في الاقتصاد. أكمل كلارك في عام 2013 بينما كان نائب رئيس البلدية برنامجًا كلية جون إف كينيدي بجامعة هارفارد لكبار المسؤولين التنفيذيين في حكومة الولاية والحكومة المحلية التابع لزمالة القيادة في مؤسسة ديفيد بونيت لمعهد نصرة المثليين (بالإنجليزية: Harvard University's John F. Kennedy School of Government program for Senior Executives in State and Local Government as a David Bohnett LGBTQ Victory Institute Leadership Fellow.)‏

## المساء المهني
ترشح كلارك لمجلس المدينة في عام 2008 ولكن لم يتم انتخابه.ثم خدم لاحقًا في لجان العلاقات الإنسانية والتخطيط البيئي قبل فوزه في انتخابات عام 2012. كان صاحب أعلى الأصوات من غير شاغل الوظيفة ونائب رئيس البلدية المنتخب المتحصل على أكثر عدد من الأصوات من قبل المجلس بعد فترة وجيزة من توليه المنصب في يناير 2013.